# Amblyseius operculatus
Amblyseius operculatus är en spindeldjursart som beskrevs av De Leon 1967. Amblyseius operculatus ingår i släktet Amblyseius och familjen Phytoseiidae. Inga underarter finns listade i Catalogue of Life.